# Altwaldenburg
Altwaldenburg ist ein zur Stadt Waldenburg im Landkreis Zwickau (Freistaat Sachsen) gehöriges Dorf. Die Gemeinde Altwaldenburg mit dem Ortsteil Eichlaide wurde am 1. April 1934 in die Stadt Waldenburg eingemeindet.

## Geografie

### Geografische Lage und Verkehr
Altwaldenburg bildet den nördlichen Teil der Waldenburger Kernstadt. Die Bebauung geht im Westen und Süden in die Waldenburger Oberstadt über. Die vereinigten Bundesstraßen 175 und 180 tangieren Altwaldenburg im Süden. Altwaldenburg liegt nördlich der Zwickauer Mulde.

### Nachbarorte
| Schwaben               | Dürrenuhlsdorf                              |                     |
|                        | Kompassrose, die auf Nachbargemeinden zeigt | Eichlaide           |
| Waldenburg (Oberstadt) |                                             | Altstadt Waldenburg |

## Geschichte

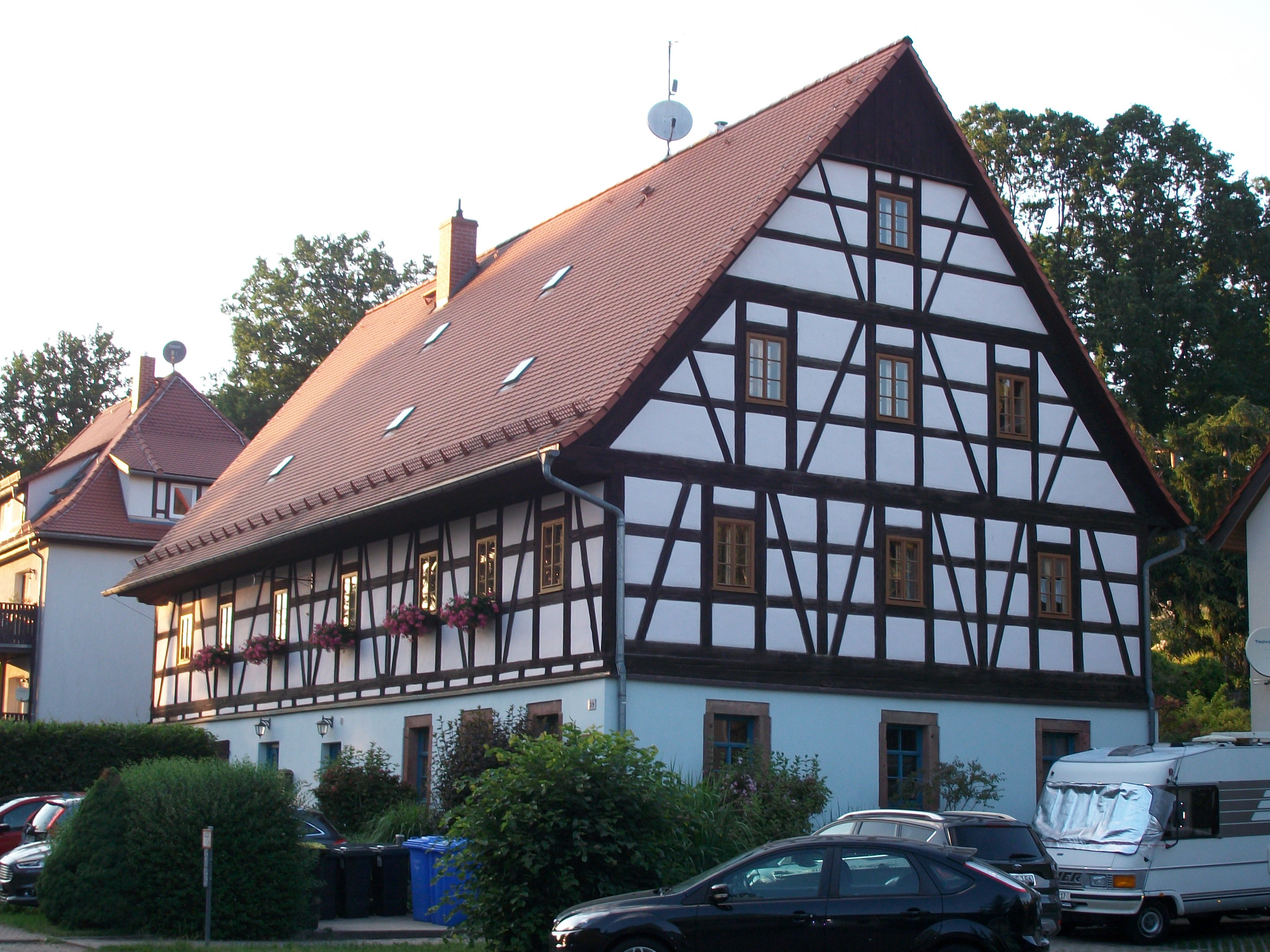
Altwaldenburg, Alte Schäferei

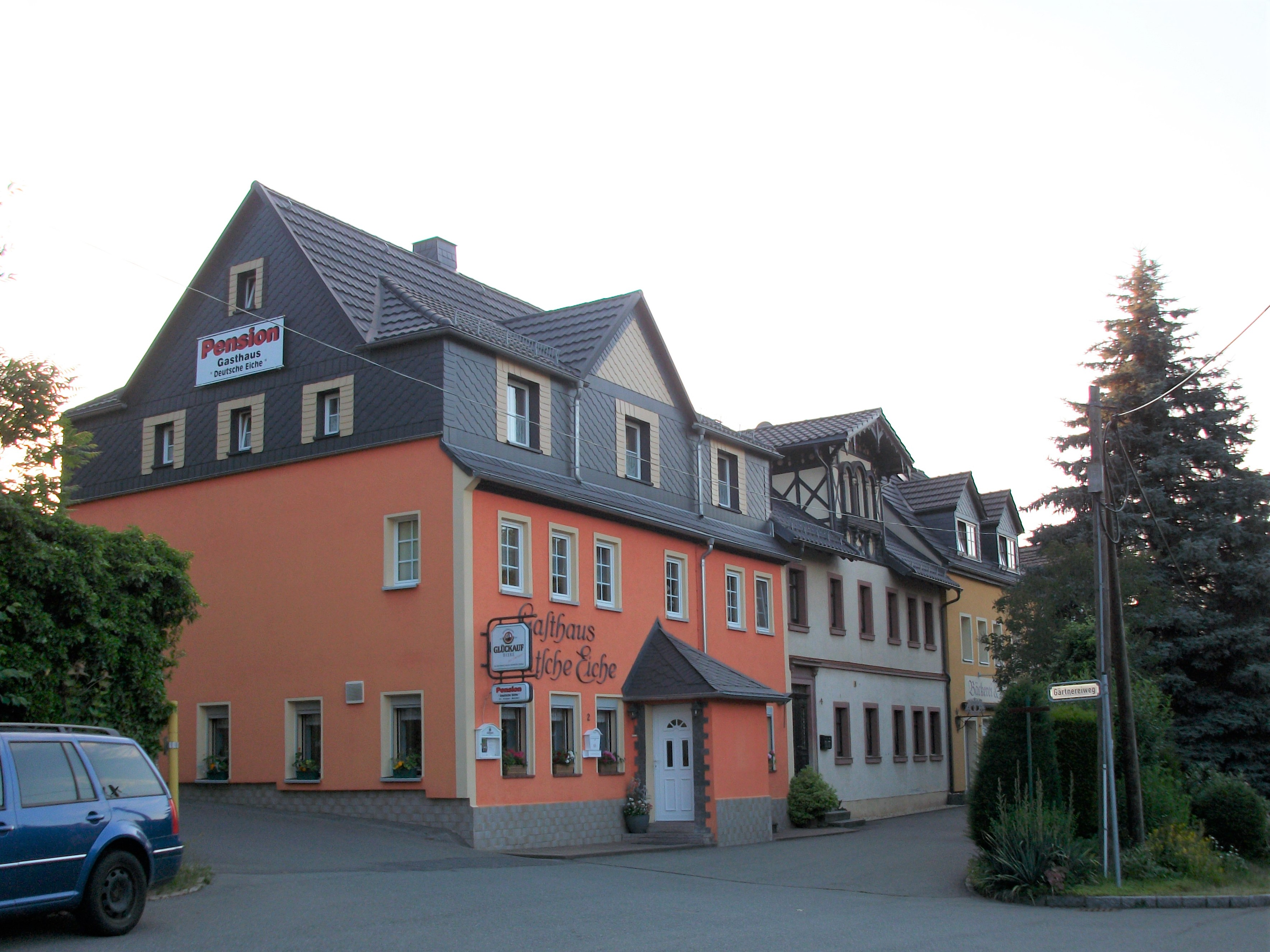
Altwaldenburg, Altwaldenburger Straße

Das Waldhufendorf Altwaldenburg wurde im Jahr 1290 als „in antiquo Waldenberg“ erwähnt. Das Dorf, welches älter ist als die benachbarte Oberstadt Waldenburg und die auf dem anderen Ufer der Zwickauer Mulde liegenden Altstadt Waldenburg, bildete ursprünglich einen Siedlungskomplex mit der Burg Waldenburg und dem Wirtschaftshof Waldenburg. Dadurch gehörte Altwaldenburg bezüglich der Grundherrschaft zum späteren Schloss Waldenburg und bezüglich der Verwaltung bis ins 19. Jahrhundert als Amtsdorf zur schönburgischen Herrschaft Waldenburg. Kirchlich war Altwaldenburg immer nach Waldenburg gepfarrt. Nachdem auf dem Gebiet der Rezessherrschaften Schönburg im Jahr 1878 eine Verwaltungsreform durchgeführt wurde, kam Altwaldenburg im Jahr 1880 zur neu gegründeten sächsischen Amtshauptmannschaft Glauchau. Zu dieser Zeit war der Nachbarort Eichlaide bereits nach Altwaldenburg eingemeindet. 
Am 1. April 1934 erfolgte die Eingemeindung von Altwaldenburg mit Eichlaide nach Waldenburg. Durch die zweite Kreisreform in der DDR kam Altwaldenburg als Teil der Stadt Waldenburg im Jahr 1952 zum Kreis Glauchau im Bezirk Chemnitz (1953 in Bezirk Karl-Marx-Stadt umbenannt), der ab 1990 als sächsischer Landkreis Glauchau weitergeführt wurde und 1994 im Landkreis Chemnitzer Land bzw. 2008 im Landkreis Zwickau aufging.